# Château-l'Abbaye
Château-l'Abbaye és un municipi francès, situat a la regió dels Alts de França, al departament del Nord. L'any 2006 tenia 840 habitants. Limita al nord-est amb Flines-lès-Mortagne, al sud-est amb Bruille-Saint-Amand, al sud amb Nivelle, a l'oest amb Thun-Saint-Amand i al nord-oest amb Mortagne-du-Nord.

## Demografia
| 1962                                       | 1968 | 1975 | 1982 | 1990 | 1999 | 2006 |
| ------------------------------------------ | ---- | ---- | ---- | ---- | ---- | ---- |
| 593                                        | 610  | 630  | 590  | 714  | 759  | 840  |
| Des de 1962: població sense dobles comptes |      |      |      |      |      |      |

## Administració
| Període   | Identitat             | Partit        |
| --------- | --------------------- | ------------- |
| 2001-2008 | Marie-Jeanne Dufernez |               |
| 2008-     | Waldemar Domin        | Divers droite |